# Acanthormius bicolor
Acanthormius bicolor är en stekelart som beskrevs av Chen, Wu och Yang 2000. Acanthormius bicolor ingår i släktet Acanthormius och familjen bracksteklar. Inga underarter finns listade i Catalogue of Life.